# Fluoruro de cobalto(III)
El fluoruro de cobalto(III) es un compuesto inorgánico de fórmula CoF3. Es un sólido marrón, altamente reactivo, higroscópico que se utiliza para sintetizar compuestos organofluorados.   El CoF3 es un potente agente de fluoración, siendo el producto CoF2 .

## Síntesis
El CoF3 se prepara en el laboratorio mediante el tratamiento de CoCl 2 con flúor a 250 °C:
{\displaystyle {\mathsf {2CoCl_{2}\ +\ 3F_{2}\ {\xrightarrow {250-300\ ^{\circ }C}}\ 2CoF_{3}\ +\ 3Cl_{2}}}}
Esta conversión es una reacción redox: Co2+ se convierte en CO3+ y cloruro a cloro a expensas del flúor, que se convierte en fluoruro. El óxido de cobalto(II) (CoO) y el fluoruro de cobalto(II) (CoF2) también se pueden convertir a fluoruro de cobalto(III) usando flúor.
{\displaystyle {\mathsf {2CoF_{2}\ +\ F_{2}\ {\xrightarrow {75-200\ ^{\circ }C}}\ 2CoF_{3}}}}
{\displaystyle {\mathsf {4CoO(OH)\ +\ 6F_{2}\ {\xrightarrow {250-300\ ^{\circ }C}}\ 4CoF_{3}\ +\ 3O_{2}\ +\ 2H_{2}O}}}
La electrólisis de una solución de fluoruro de cobalto(II) en ácido fluorhídrico concentrado dan en el ánodo un precipitado de  3,5-hidrato de fluoruro de cobalto(III): [1]
{\displaystyle {\mathsf {2CoF_{2}\ +\ 2HF\ +\ 7H_{2}O\ {\xrightarrow {0-10\ ^{\circ }C}}\ 2(CoF_{3}\cdot 3,5H_{2}O)\downarrow }}} (ánodo) {\displaystyle {\mathsf {\ +\ H_{2}\uparrow }}} (cátodo)

## Reacciones
El CoF3 se descompone al contacto con el agua para dar oxígeno:
{\displaystyle {\mathsf {4CoF_{3}\ +\ 2H_{2}O\ {\xrightarrow {\ }}\ 4HF+\ 4CoF_{2}+\ O_{2}}}}
El CoF3 es higroscópico, formando un dihidrato (CAS # 54496-71-8). Reacciona con fuentes de fluoruro para dar el anión [COF6]3 −, que es un raro ejemplo de cobalto de alta rotación, octaédrico(III).

## Aplicaciones
Se utiliza como suspensión, el CoF3 convierte los hidrocarburos a perfluorocarbonos :
{\displaystyle {\mathsf {3CoF_{3}\ +\ R-H\ {\xrightarrow {\ }}\ 2CoF_{2}+\ R-F+\ HF}}}
Tales reacciones son a veces acompañadas por reordenamientos u otras reacciones. El reactivo similar KCoF4 es más selectivo.